# Prezid (Chorwacja)
Prezid – wieś w Chorwacji, w żupanii primorsko-gorskiej, w mieście Čabar. W 2011 roku liczyła 740 mieszkańców.